# Беседњице
Беседњице (чеш. Besednice) је насељено мјесто са административним статусом варошице (чеш. městys) у округу Чешки Крумлов, у Јужночешком крају, Чешка Република.

## Становништво
Према подацима о броју становника из 2014. године насеље је имало 847 становника.